# 诺福克㹴
诺福克梗（英語：Norfolk Terrier）是一种来自英国的犬种。诺福克梗在1960年前同诺维奇㹴被当为同一种狗。诺福克㹴的耳朵向下而诺维奇梗的耳朵是向上的。两种㹴的身形都很小。